# Zdzisław Sroczyński
Zdzisław Sroczyński pseud. Kompresor (ur. 22 września 1906 w Ozorkowie, zm. 23 stycznia 1996 w Birmingham) – major saperów Wojska Polskiego, Polskich Sił Zbrojnych  i Armii Krajowej, cichociemny.

## Życiorys
Urodził się w rodzinie Marcelego i Anieli ze Skałeckich. Po ukończeniu Szkoły Realnej w Łęczycy. Egzamin maturalny złożył w 1926 roku. W następnym roku rozpoczął służbę wojskową na Kursie Szkoły Podchorążych w Oficerskiej Szkole Piechoty w Ostrowi Mazowieckiej. W 1928 został przyjęty do Szkoły Podchorążych Inżynierii w Warszawie. W 1931 roku, po ukończeniu szkoły, został wcielony do 2 batalionu mostów kolejowych w Legionowie na stanowisko dowódcy plutonu w 4. kompanii. W marcu 1938 roku został dowódcą kompanii saperów kolejowych. W marcu 1939 przebywał na kursie.
W sierpniu 1939 został dowódcą zmobilizowanej 13 kompanii mostów kolejowych. W czasie kampanii wrześniowej dowodzona przez niego kompania naprawiała tory na przydzielonym odcinku linii kolejowej Skarżysko-Kamienna–Sandomierz. 21 września przekroczył granicę polsko-węgierską. Został internowany na Węgrzech. 26 listopada dotarł do Francji, gdzie został oddelegowany na dowódcę kompanii saperów w Centrum Wyszkolenia Saperów w Sainte-Gemmes-sur-Loire. W czerwcu 1940 roku ewakuował się do Wielkiej Brytanii, gdzie został przydzielony do oficerskiego zgrupowania saperów, a od 1 października służył w załodze pociągu pancernego. Od 1 września 1941 roku do 8 sierpnia 1943 roku służył w armii brytyjskiej w Afryce Zachodniej.
Zgłosił się do służby w kraju. Po przeszkoleniu w dywersji został zaprzysiężony 12 kwietnia 1944 roku w Oddziale VI Sztabu Naczelnego Wodza. Zrzutu dokonano w nocy z 26 na 27 grudnia 1944 roku w ramach operacji „Staszek 2” dowodzonej przez mjra naw. Eugeniusza Arciuszkiewicza (zrzut na placówkę odbiorczą „Wilga” w okolicy wsi Szczawa). Pozostawał w dyspozycji 1 pułku strzelców podhalańskich AK. Uczył minerstwa dowódców kompanii i plutonów tego pułku.
Po rozwiązaniu AK uczestniczył w ewakuacji zasobów pułku. Od 26 stycznia 1945 roku działał w strukturach NIE i Delegatury Sił Zbrojnych na Kraj. Jesienią 1945 roku uciekł z Polski i 27 października zameldował się w Oddziale VI Sztabu NW w Londynie. Po kilku miesiącach został ponownie zrzucony na teren Polski z nieznaną misją i w nieznanych okolicznościach i powrócił do Wielkiej Brytanii. Zdemobilizowany 17 września 1946 roku wstąpił do PKPR, gdzie skończył służbę 17 września 1948 roku. Osiedlił się w Aberdeen, a później w Birmingham. 
Był dwukrotnie żonaty. Z pierwszą żoną miał syna Zdzisława (ur. 1939). Drugą żoną była Winifred Robertson. Mieli pięcioro dzieci: Josefa, Michaela (ur. 1941), Jana, Annę (późniejszą Dorrington) i Krystynę (późniejszą Fogg).

## Awanse
- podporucznik – 15 sierpnia 1931 roku ze starszeństwem z dniem 15 sierpnia 1930 roku i 30. lokatą w korpusie oficerów inżynierii i saperów[3]
- porucznik – 12 marca 1933 ze starszeństwem z dniem 1 stycznia 1933 roku i 34. lokatą w korpusie oficerów inżynierii i saperów[4]
- kapitan – ze starszeństwem z dniem 19 marca 1939 roku i 61. lokatą w korpusie oficerów saperów, grupa liniowa[5]
- major – ze starszeństwem z dniem 26 grudnia 1944 roku.

## Ordery i odznaczenia
- Krzyż Srebrny Orderu Wojennego Virtuti Militari
- Krzyż Walecznych – czterokrotnie
- Medal za Odwagę w Sprawie Wolności (Wielka Brytania).